# Lauren Ridloff
Lauren Ridloff (née Teruel) est une actrice américaine sourde, née le 6 avril 1978 à Chicago (Illinois).

## Biographie

### Jeunesse et formation
Lauren Teruel naît le 6 avril 1978 à Chicago, en Illinois, dans une famille entendante et artistique, son père, originaire de Mexique, est un pianiste et sa mère, originaire d'Afrique, enseignante des beaux arts,. Elle a une sœur, danseuse et chorégraphe. À ses deux ans, elle est diagnostiquée sourde.
Elle suit ses études secondaires dans une école catholique pour les sourds la Holy Trinity School, puis à l'institut spécialisé pour les sourds rattaché à l'Université Gallaudet — fondée par la National Association of the Deaf, également appelé La Model Secondary School for the deaf MSSD en abrégé, à Washington DC, avant d'être admise à l'université d'État de Californie à Northridge. 
En 2000, à 22 ans, elle est nommée Miss Deaf America, considérée comme la seconde femme afro-américaine à remporter ce titre aux côtés de Claudia Gordon.

### Carrière
Sa carrière commence au début des années 2010, apparaissant dans le film dramatique musical If You Could Hear My Own Tune (2011) de Jade Bryan.
En 2016, elle obtient un petit rôle, celui de Pearl, femme de chambre, dans Le Musée des merveilles (Wonderstruck, 2017) de Todd Haynes, ainsi que celui d'une agent surpuissante de Q.I.A. dans Sign Gene (2017) d'Emilio Insolera.
En juillet 2018, elle est choisie pour incarner Connie, faisant partie du groupe de cinq survivants composé de Magna avant de se joindre à Alexandria, dans la neuvième saison de la série horrifique The Walking Dead, contrairement au personnage du comic qui n'est pas sourde.
Mi-juillet 2019, elle est annoncée se joindre à la distribution du film de super-héro Les Éternels (Eternals, 2021) de Chloé Zhao, dans lequel elle enfile le costume de Makkari, aux côtés d'Angelina Jolie, Kumail Nanjiani, Richard Madden, Salma Hayek, Brian Tyree Henry et Lia McHugh. En septembre, elle fait partie des acteurs dans le film dramatique Sound of Metal de Darius Marder, présenté en avant-première au festival international du film de Toronto.

### Vie privée
Lauren Ridloff vit avec son mari Douglas Ridloff,  et leurs deux enfants à Williamsburg, quartier de Brooklyn.

## Filmographie

### Cinéma

#### Longs métrages
- 2011 : If You Could Hear My Own Tune de Jade Bryan : Fatima
- 2017 : Le Musée des merveilles (Wonderstruck) de Todd Haynes : Pearl, femme de chambre
- 2017 : Sign Gene d'Emilio Insolera : une agent de Q.I.A.
- 2019 : Sound of Metal de Darius Marder : Diane
- 2021 : Les Éternels (Eternals) de Chloé Zhao : Makkari
- 2023 : The Magnificent Meyersons d'Evan Oppenheimer : Tammy

#### Courts métrages
- 2019 : See Through d'Eyal Resh : Jessie
- 2022 : Charlie and the Hunt de Jenn Shaw : Lila

### Télévision

#### Série télévisée
- 2018-2022 : The Walking Dead : Connie (55 épisodes)
- 2018 : Legacies : Dragon (saison 1, épisode 2 : Some People Just Want to Watch the World Burn)
- 2019 : New Amsterdam : Margaut (saison 1, épisode 19 : Happy Place)

## Théâtre
- 2018 : Les Enfants du silence (Children of a lesser God), au  Berkshire Theater[20], puis au Studio 54 (Broadway)[21]

## Distinctions
- Drama League Awards 2018 : interprétation remarquable dans Les Enfants du silence[22]
- Outer Critics Circle Awards 2018 : révélation de l'année dans Les Enfants du silence[23]
- Theatre World Awards 2018 : révélation de l'année sur la scène de Broadway dans Les Enfants du silence[24]
- Tony Awards 2018 : meilleure actrice de théâtre dans un premier rôle pour Les Enfants du silence[25]